# 1183

## Narození
- Hyacint Krakovský, polský šlechtic, zakladatel dominikánského řádu v Polsku, a světec († 1257)

## Úmrtí
- 11. června – Jindřich Mladík, anglický král, syn a spoluvládce Jindřicha II. Plantageneta (* 28. února 1155)
- 11. července – Ota I. Bavorský, bavorský falckrabě a vévoda (* cca 1117)
- 12. srpna – Markéta Navarrská, sicilská královna jako manželka Viléma I. (* 1128)
- říjen – Alexios II. Komnenos, byzantský císař (* 14. září 1169)

## Hlavy států
- České knížectví – Bedřich
- Moravské markrabství – Konrád II. Ota
- Svatá říše římská – Fridrich I. Barbarossa
- Papež – Lucius III.
- Anglické království – Jindřich II. Plantagenet
- Francouzské království – Filip II. August
- Polské knížectví – Kazimír II. Spravedlivý
- Uherské království – Béla III.
- Sicilské království – Vilém II. Dobrý
- Kastilské království – Alfonso VIII. Kastilský
- Rakouské vévodství – Leopold V. Babenberský
- Skotské království – Vilém Lev
- Byzantská říše – Alexios II. Komnenos – Andronikos I. Komnenos